# Jardín Botánico de la Universidad de Irkutsk

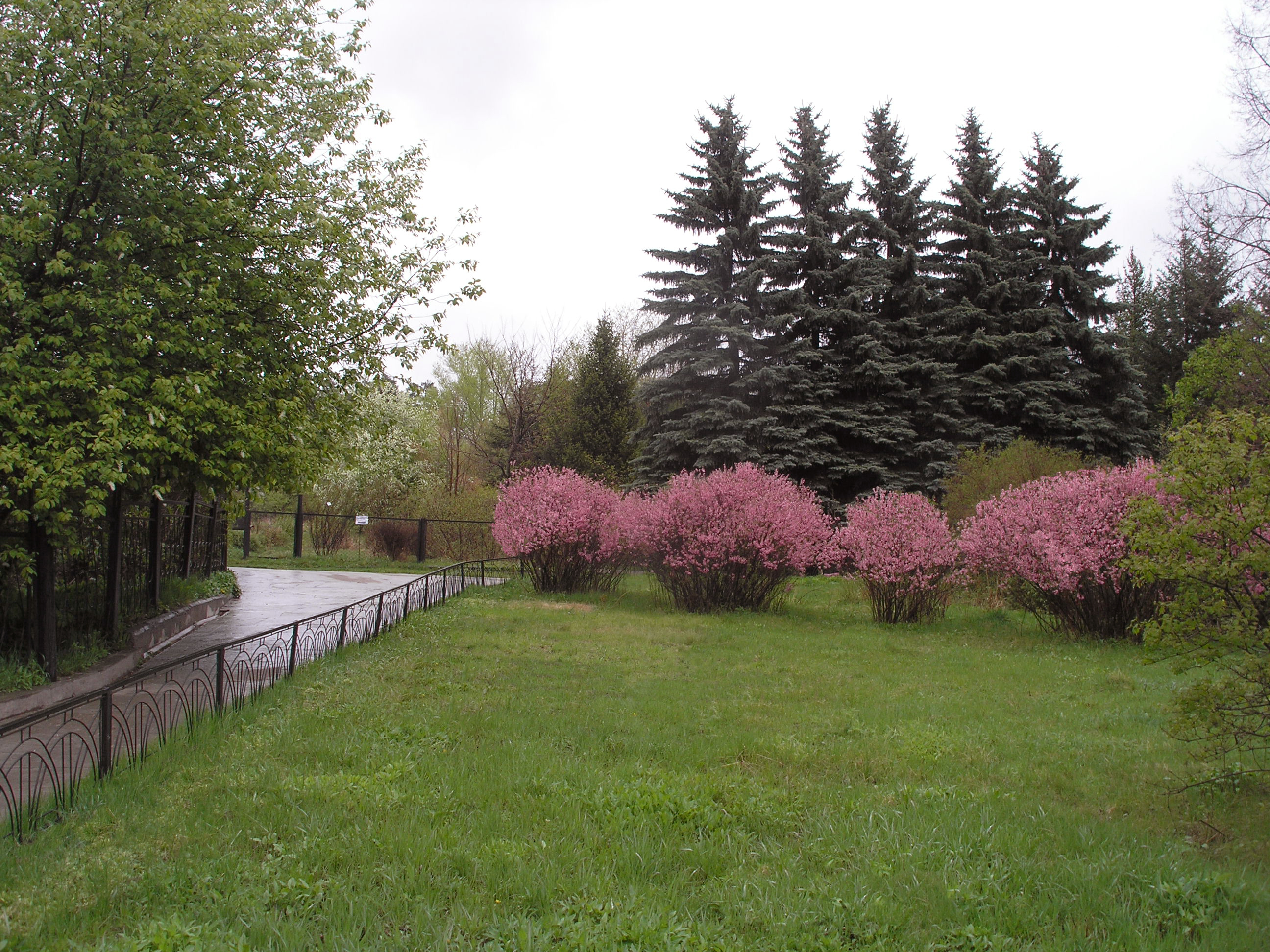
Vista en la primavera del Jardín Botánico de la Universidad de Irkutsk.

El Jardín Botánico de la Universidad de Irkutsk (en ruso : Ботанический сад ИГУ, Иркутский госуниверситет) es un jardín botánico de 27 hectáreas de extensión dentro de la ciudad de Irkutsk y a unos 70 kilómetros al oeste del lago Baikal. Depende administrativamente de la Universidad de Irkutsk. Es miembro del BGCI, y su código de reconocimiento internacional es BAIKL.

## Localización
Ботанический сад ИГУ, Иркутский госуниверситет-Jardín Botánico de la Universidad de Irkutsk, calle Koltsova, bldg. 93, Código Postal 48, Irkutsk, Federación Rusa 664039.
- Teléfono: 7(3952)-413476
- Latitud: 52°16
- Longitud: 104°20
- Promedio anual de lluvia: 420 mm
- Altitud: 468.00 m s. n. m.
- Total de superficie bajo cristal: 1200 metros

Al ser un jardín botánico dedicado a la enseñanza y dependiente de la universidad no se encuentra abierto al público, aunque se puede visitar con guía, previa solicitud de visita.

## Historia
Fue creado en 1941, con el propósito de proteger y enriquecer la flora del área del lago Baikal y del mundo mediante la educación pública, la colección, la propagación, la investigación, y la conservación de las plantas.
Este es el único jardín botánico en la región de Irkutsk y en la Siberia de la zona del lago Baikal que está incluido en el directorio internacional de jardines botánicos. Está categorizado por ley como un territorio natural terminantemente protegido dentro de la capital de Óblast de Irkutsk.

## Colecciones
Este jardín botánico alberga ~3000 taxones de plantas en cultivo, agrupadas en las :
- Exhibiciones educativas con colecciones al aire libre e invernaderos con unas 600 especies de plantas ornamentales y tropicales. Mantiene unas 300 especies de plantas herbáceas y contiene un herbario, un banco de semillas, y tres colecciones vivas: Colección sistemática de plantas, hierbas medicinales, y plantas raras y en peligro de extinción de Siberia central.
- Dendrología (Arboreto). Mantiene cerca de 300 especies de árboles y de arbustos de Siberia central y del Extremo Oriente ruso.
- Biotecnología para la propagación de plantas. Mantiene unas 200 especies y variedades de plantas frutales para la propagación y la venta en gran cantidad para los jardines públicos y los jardines de particulares siberianos.
- Departamento de Mantenimiento.

Son de destacar en sus colecciones :
- Acer,
- Berberis,
- Lonicera,
- Euonymus,
- Caragana,
- Syringa,
- Clematis,
- Cerasus,
- Crataegus,
- Padus,
- Rosa,
- Spiraea,
- Salix,
- Populus,
- Tilia,